# التحالف الجديد (بنين)
التحالف الجديد (بالفرنسية: Nouvelle Alliance)‏ كان تحالفًا سياسيًا في بنين.

## التاريخ
تم تشكيل التحالف قبل انتخابات عام 2003 كتحالف بين الحزب الديمقراطي في بنين والاتحاد للتقدم والديمقراطية. وفاز التحالف بمقعدين من الائتلاف المعارض.